# Sutra del Loto: XII capitolo
Questo capitolo compare unicamente nella traduzione cinese compiuta nel 601 da Jñānagupta (闍那崛多, Shénàjuéduō, 523-605) e Dharmagupta (達摩笈多, Dámójíduō ?-619) con il titolo Tiānpǐn miào fǎliánhuā jīng (添品妙法蓮華經, giapp. Tenbon myōhō renge kyō, T.D. 264). Quest'ultima traduzione in cinese si rifà a quella di Kumārajīva ma viene per l'appunto denominata Tiānpǐn (添品, capitolo aggiunto) in quanto aggiunge questo capitolo Devadatta che non compare nella traduzione di Kumārajīva, né in nessun'altra versione sanscrita rinvenuta, essendo in questo caso i temi qui riportati facenti parte integrante dell'XI capitolo.
Devadatta (in cinese 提婆達多 Dīpódáduō, in giapponese Daibadatta, in tibetano Lha-sbyn) secondo la tradizione buddhista fu quel cugino del Buddha Śākyamuni che aderì al saṃgha (l'ordine dei monaci fondato dallo Śākyamuni) dopo aver ascoltato un discorso del maestro. Fu tenuto in grande stima dagli altri monaci, ma otto anni prima della scomparsa dello Śākyamuni cercò di sostituirlo alla guida della comunità buddhista. Non riuscendo nel suo scopo, Devadatta provoco uno scisma nella comunità buddhista trascinando con sé cinquecento monaci e fondando una comunità a Vaiśālī fondata su rigide norme ascetiche. I discepoli del Buddha Śākyamuni, Śāriputra e Maudgalyāyana, riuscirono tuttavia a convincere questi monaci a rientrare in seno alla comunità ortodossa. Devadatta decise allora di tentare l'assassinio dello stesso Buddha Śākyamuni, cosa che cercò di provocare più volte senza riuscirvi. Dopo l'ennesimo tentativo, narra la tradizione che la terra si aprì sotto di lui facendolo precipitare direttamente nell'inferno di Avīci (Avīci-naraka).
Devadatta rappresenta quindi nel Buddhismo quello che nell'immaginario cristiano è occupato da Giuda Iscariota, traditore del maestro e del suo insegnamento spirituale. L'"essere senziente" con il più alto carico karmico negativo. Eppure in questo capitolo del Sutra del Loto viene annunciato dallo stesso Buddha Śākyamuni che anche lui, Devadatta, raggiungerà l'anuttarā-samyak-saṃbodhi divenendo un buddha perfetto con il nome di Buddha Devarāja (Re del Cielo o Re dei Deva). La ragione di questo destino, secondo questo capitolo del Sutra del Loto, è che Devadatta in una precedente esistenza fu l'asceta che insegnò al Buddha Śākyamuni, allora un re, lo stesso Sutra del Loto contribuendo alla sua illuminazione.
Dopo aver ascoltato, compiaciuto, la predizione riguardante Devadatta, il bodhisattva Prajñākūṭa (Accumulo di saggezza) al seguito del Buddha Prabhūtaratna chiese a quest'ultimo di rientrare nella sua terra di origine ma il Buddha Śākyamuni lo invitò a restare e a interrogare il bodhisattva Mañjuśrī sul Dharma del Sutra del Loto. Mañjuśrī emerse in quel momento provenendo dalla profondità dell'oceano dove era ospite nel palazzo del re dei Nāga, Sāgara.
Prajñākūṭa chiese dunque a Mañjuśrī quanti esseri senzienti avesse convertito nel palazzo dei Nāga. Mañjuśrī rispose di aver convertito al Sutra del Loto un numero incalcolabile di esseri che in quel momento emersero dall'oceano e rimasero sospesi nell'aria dell'Assemblea di Gṛdhrakūṭa: tutti praticavano la dottrina dello Śūnyatā propria del Mahāyāna.
Jñānākara chiese quindi a Mañjuśrī se qualcuno di essi avesse raggiunto la perfetta "buddhità", l'anuttarā-samyak-saṃbodhi. Mañjuśrī gli rispose che la figlia del re dei Nāga, una fanciulla di otto anni, aveva già realizzato questo ambizioso obiettivo nello spazio di un attimo. Prajñākūṭa si rifiutò di credere che si potesse raggiungere nello spazio di un attimo la perfetta bodhi.
A quel punto l'arhat dello Hīnayāna Śāriputra intervenne sostenendo che non era possibile raggiungere la buddhità in un istante tanto meno che una donna potesse raggiungere la "buddhità" in quanto soggetta ai cinque ostacoli (pañcâvaraṇa, cinese 五障 wǔzhàng):
1. una donna non può divenire un dio nel 'cielo di Brahmā' (brahma-loka) ovvero non può accedere al 'primo regno della forma' (rūpa-dhātu) del mondo di Sahā;
2. non può divenire un dio nel 'cielo di Indra' (re Śakra, Śakra Devānām-Indra) sulla vetta del Monte Sumeru;
3. non può divenire un re dei demoni (Re Mara, māratva o pāpiyas) ovvero non può accedere al 'sesto regno del desiderio (kāma-dhātu), denominato paranirmitavaśavarin, del mondo di Sahā;
4. non può divenire un rājācakra-vartī (re che fa girare la Ruota del Dharma);
5. non può divenire un buddha.

Ma in un attimo la fanciulla figlia del re dei Nāga si trasformò in un uomo, si recò nel mondo di Vimalā (Privo di impurità) portò a compimento tutte le perfezioni (pāramitā) dei bodhisattva, conseguì l'illuminazione profonda, acquisì i Trentadue segni maggiori di un Buddha e insegnò il Sutra del Loto consentendo a molti esseri senzienti il raggiungimento dell'Anuttarā-samyak-saṃbodhi.
Allora Prajñākūṭa comprese che la bodhi poteva essere raggiunta in un attimo, mentre  Śāriputra si rese conto che anche una donna poteva divenire un buddha e rimasero in silenzio.